# 薩莫吉提亞國家公園

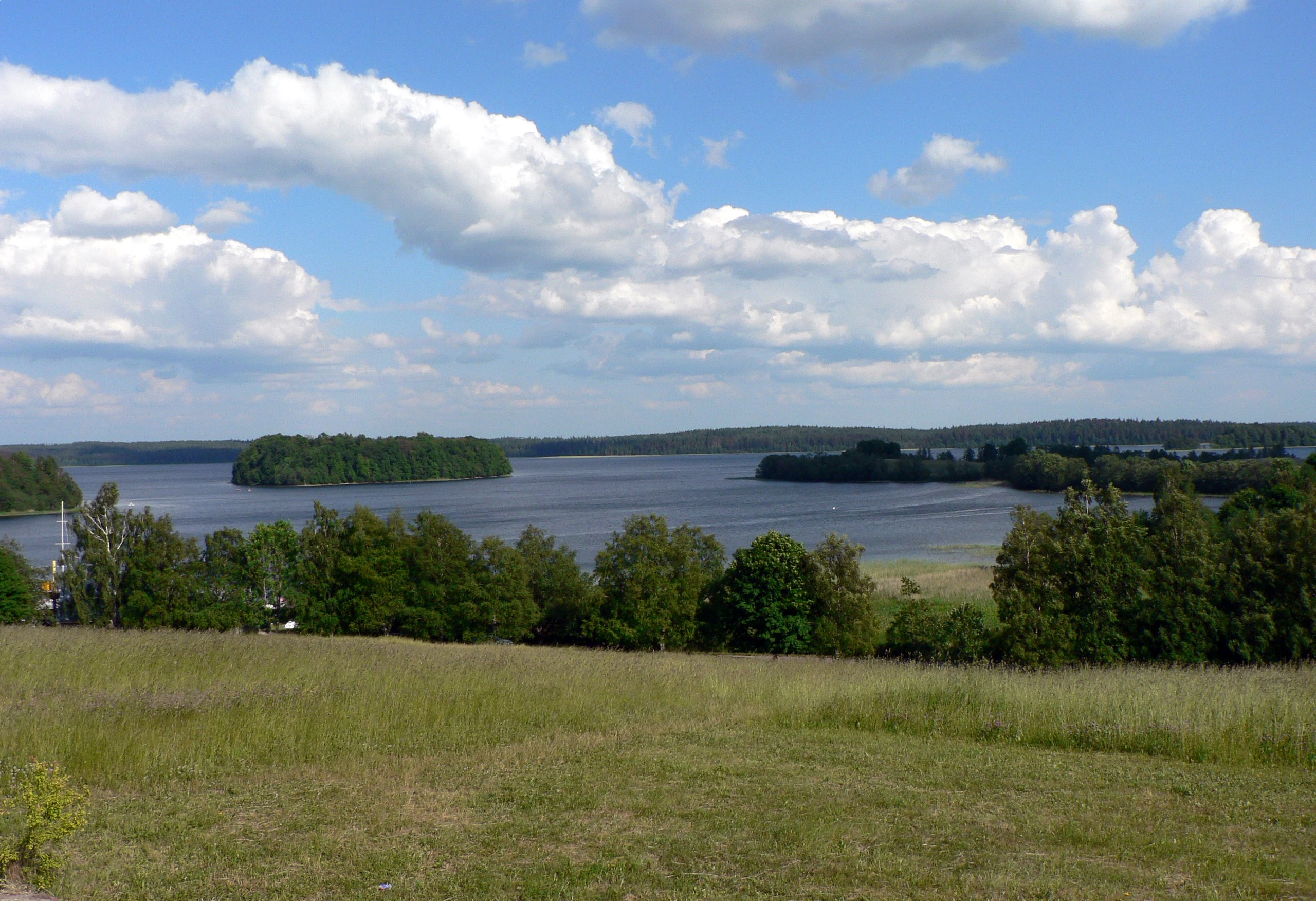

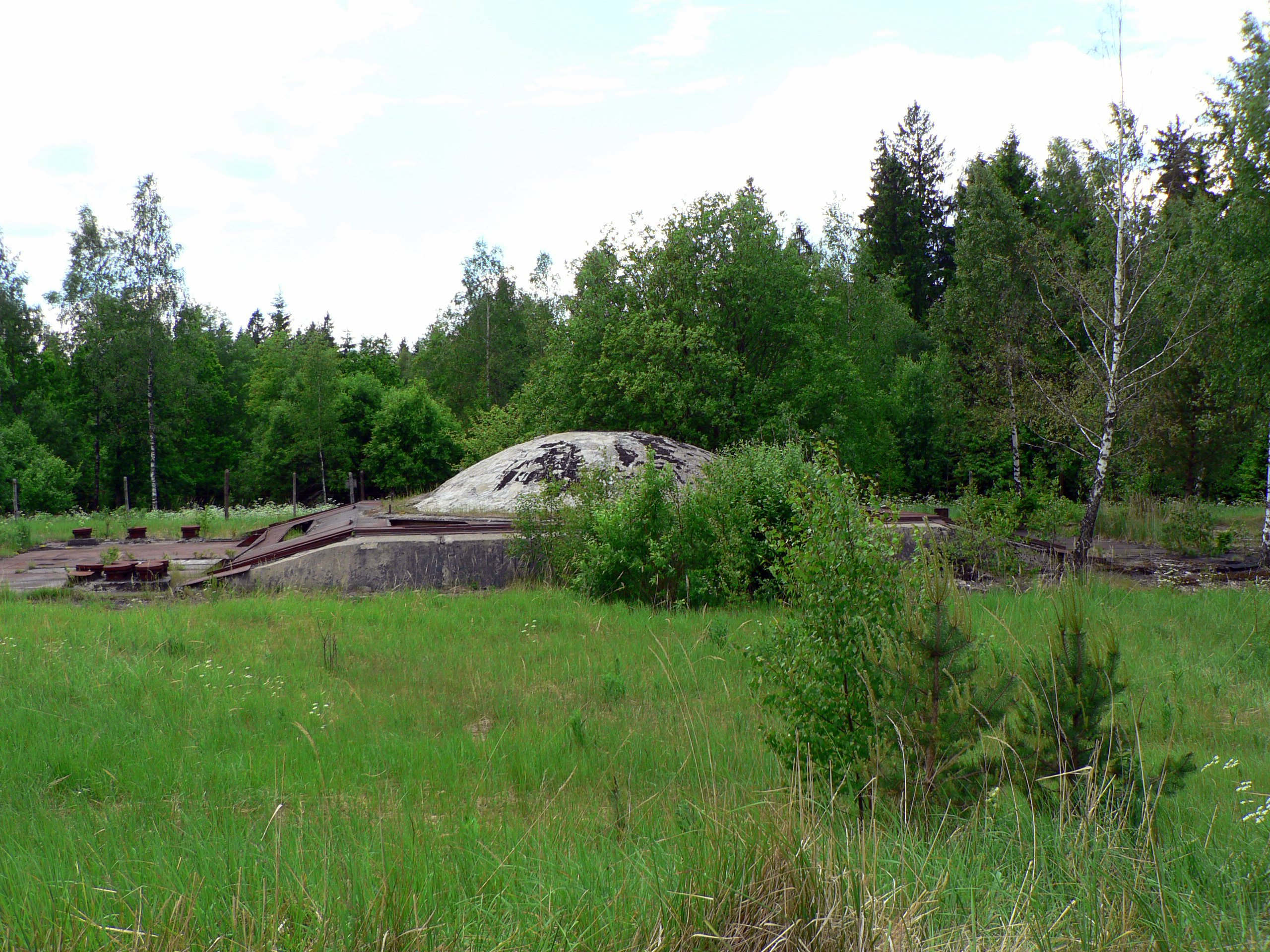

56°02′38″N 21°53′20″E / 56.044°N 21.889°E
薩莫吉提亞國家公園是立陶宛的國家公園，位於該國西北部薩莫吉提亞地區，距離波羅的海45公里，始建於1991年，面積217平方公里。